# Laasdorf (Altdöbern)
Laasdorf (niedersorbisch Chóšć) war ein Dorf in der Niederlausitz, das auf dem heutigen Gebiet der Gemeinde Altdöbern im Landkreis Oberspreewald-Lausitz lag. Der Ort wurde 1989 zugunsten des Braunkohletagebaus Gräbendorf devastiert, 18 Einwohner mussten umgesiedelt werden.

## Lage
Laasdorf lag in der Niederlausitz zwischen Altdöbern und Drebkau. Der Ort wurde 1989 zur Braunkohlegewinnung in der Lausitz zugunsten des Braunkohletagebaus Gräbendorf abgebaggert, durch das vorzeitige Auslaufen des Tagebaus erfolgte jedoch keine Inanspruchnahme durch diesen.

## Geschichte
Laasdorf wurde im Jahr 1529 erstmals urkundlich erwähnt. Die Herkunft und Bedeutung des Ortsnamens ist weitgehend unklar, es wird vermutet, dass dem Namen ein slawischer Personenname zugrunde liegt. Der sorbische Ortsname hingegen bedeutet Ginster.
Nach dem Wiener Kongress kam die Niederlausitz und somit auch Laasdorf an das Königreich Preußen. Dort lag der Ort im Landkreis Senftenberg. Am 1. Januar 1928 wurde Laasdorf in das benachbarte Reddern eingemeindet. Als Teil von Reddern wurde Laasdorf am 25. Juli 1952 dem neu gebildeten Kreis Calau im Bezirk Cottbus zugeordnet. Mit der Eingemeindung Redderns nach Altdöbern am 1. Februar 2002 kam die ehemalige Ortslage von Laasdorf auf das Gebiet der Gemeinde.
Laasdorf wurde 1989 zugunsten des Tagebaus Gräbendorf komplett abgebaggert. Je nach Quelle wurden zwischen 15 und 18 Einwohner umgesiedelt.

## Bevölkerungsentwicklung
| Jahr | Einwohner |
| ---- | --------- |
| 1875 | 47        |
| 1890 | 43        |

| Jahr | Einwohner |
| ---- | --------- |
| 1910 | 36        |
| 1925 | 27        |

Gebietsstand des jeweiligen Jahres

## Nachweise
1. 1 2  Tabelle der verschwundenen Orte bis 1993. In: umsiedler-schleife.de. Archiviert vom Original (nicht mehr online verfügbar) am 3. April 2017; abgerufen am 10. August 2017.  Info: Der Archivlink wurde automatisch eingesetzt und noch nicht geprüft. Bitte prüfe Original- und Archivlink gemäß Anleitung und entferne dann diesen Hinweis.
2. ↑  Reinhard E. Fischer: Die Ortsnamen der Länder Brandenburg und Berlin: Alter – Herkunft – Bedeutung. be.bra Wissenschaft, Berlin 2005, S. 100 (eingeschränkte Vorschau in der Google-Buchsuche).
3. ↑  Wörterbuchabfrage chóšć auf dolnoserbski.de
4. ↑  Laasdorf im Geschichtlichen Ortsverzeichnis. Abgerufen am 10. August 2017.
5. ↑  Laasdorf/Chóšć im Archiv verschwundener Orte. In: archiv-verschwundene-orte.de. Abgerufen am 10. August 2017.
6. ↑  Historisches Gemeindeverzeichnis des Landes Brandenburg 1875 bis 2005. (PDF; 331 kB) Landkreis Oberspreewald-Lausitz. Landesbetrieb für Datenverarbeitung und Statistik Land Brandenburg, Dezember 2006, abgerufen am 19. September 2019.